# マツモト電器
マツモト電器株式会社（マツモトでんき）は、かつて存在した日本の家電量販店企業。
ここでは、会社を示す場合は「マツモト電器」、店舗を示す場合は「マツモトデンキ」と表記する。

## 概略
埼玉県を中心に展開していた、県下では老舗の有力電器店で、かつての本社は埼玉県富士見市大字鶴馬2662番地。1960年に東武東上線鶴瀬駅近くにあった家業の青果市場の片すみで、社長の松本昌慶が趣味の延長としてラジオ修理をしていたことに端を発する。
「ナショナルのお店」など特定のメーカーに限定しない品揃えは、当時としては画期的で好評を博し最大時には20余店舗を有するまでに成長した。
しかし、全国展開をする競合他社の相次ぐ出店により、価格競争が年々激化。それに対抗するため、スクラップアンドビルドを推進、既存店の改装を積極的に推し進めるも、店舗が比較的、住宅街や繁華街に近かったため増床が難しく、各社の店舗面積の巨大化に追いつくことができなかった。また、それらが一層の設備投資負担として経営の重荷となり採算性が悪化した。

### 経営破綻とゲオグループ入り
2003年7月9日に東京地方裁判所へ民事再生法を申請。マツモトデンキの10店と従業員を事業再生のスポンサーとなったレンタルビデオチェーン大手の株式会社ゲオ（GEO）が引き継ぐとともに、約10億円の資金繰り支援を実施。引き継いだ店舗は3店を除いてゲオのレンタルビデオショップに転換した。

2004年、ゲオの完全子会社化となり、2005年にゲオの経営方針によるグループ会社再編により、家電量販店として引き継いだ3店舗はグループ会社のゲオグローバルへ経営を移管し、社名をゲオリークルへ変更。マツモトデンキから業態転換店舗の運営を受け持つと共に、ゲオの店舗運営会社として主に東北地方でゲオのレンタルビデオショップの新規出店を行っていた。
2010年にゲオリークルを含む地域子会社がゲオ本社に合併され59年の歴史に幕を閉じた。

## 沿革
- 1961年（昭和36年）11月21日 - 松本電機株式会社として設立[2]。
- 1964年（昭和39年）6月20日 - マツモト電器株式会社に商号を変更[2]。
- 1969年（昭和44年）10月 - 埼玉県富士見市に本社ビルを完工。本社を移転。
- 1981年（昭和56年）5月21日 - 株式額面変更のためマツモト産業株式会社（1951年（昭和26年）1月25日設立）を存続会社として合併（商号はマツモト電器株式会社）[2]。
- 1991年（平成3年）11月26日 - 店頭市場に株式公開。
- 2000年（平成12年） - 営業赤字を計上。
- 2001年（平成13年） - 売上高が最高の256億円。1億2千万円の営業黒字となった。
- 2002年（平成14年） - 営業赤字が5億1千万円、6億4,200万円の当期赤字を計上。
- 2003年（平成15年） - 3月期決算で4億4000万円の営業赤字、20億4,200万円の当期赤字を計上。
  - 7月9日 - 東京地方裁判所に民事再生法申請、負債総額は77億円。ゲオ（愛知県春日井市）が事業再生のスポンサーとなる。
  - 11月30日 - 創業店である「つるせ本店」を閉店。
- 2004年5月（平成16年） - ゲオが全株式を取得。
- 2005年3月（平成17年） - ゲオリークルへ社名変更。
- 2010年10月（平成22年） - ゲオ本社に吸収合併され、法人格消滅。

## ロゴ・キャッチコピー
- ロゴは、正方形を横に三等分し、青の上下の中央に赤で「マツモト」と書いたシンプルなデザイン。
- 以前のキャッチコピーは「人のそばに、暮らしのそばに」。
- テレビ埼玉で放映したコマーシャルは「でっかい電器のマツモトデンキ」、タウンページの広告には「でっかい電器の専門店」と書かれていた。
- 後年は「マルチメディア&家電」に変わった。

## Mカード
ポイントカードとして、ポイントサービス機能のみの「Mカード（シルバー）」とハウスカード一体型（ゴールド）があった。
- マツヤデンキやラオックスなどと同じく、年数回、会員向けの特別招待会があり、ダイレクトメールの封筒と引き換えに景品を贈呈していた。引換券が同封されている場合もあった。
- ハウスカードやショッピングクレジットは、当時の日本信販、オリエントコーポレーションと提携していた。
- 1998年ごろ、日本信販と提携した新「マツモトデンキカード」（NICOS提携カード）になった。現金専用カードは磁気テープに代わり、バーコードを読み取るタイプになった。

## 店舗
以下に店舗の一覧を記す。なお、同時期に存在しない店舗もある。太字は民事再生法の申請を行なった時に残っていた店舗である。
なお、「→」の後には、マツモトデンキ閉店後の処遇が記してある。

### 家電量販店
- 本社（建物完成時は1階に鶴瀬本店があった） → 別の会社が入居
- つるせ本店
  - 電器館（白物家電中心の店舗） → 1階：トレジャー・ファクトリー鶴瀬店、2〜3階：飲食店
  - メディア館 → ゲオつるせ店（セカンド入居までは通常のゲオより規模が大きく「メガゲオ」を名乗っていた、24時間営業）、ゲオコミュニケーションズつるせ店 → ゲオつるせ店とセカンドストリート
オーディオ機器やパソコンなどを扱っていた。開店時には、東武東上線の車内広告を1編成まるまる買い取り展開し、ラジオコマーシャルも流した。
- 深谷店 → ベスト電器深谷店 → ヤマダ電機テックランド深谷店
- 東松山店 → ゲオ東松山店、ゲオコミュニケーションズ東松山店
- 坂戸店（デジネット坂戸店） → 飲食店
- 鶴ヶ島店 → ドラッグストア
- 上福岡店× → マンション

- 飯能店 → ゲオ飯能店、ゲオコミュニケーションズ飯能店 → セカンドストリート飯能店
- 入間春日店× → 雑貨屋ブルドッグ入間店 → 閉店・解体後、ウエルシア入間春日町店
- 入間店 → ゲオ入間店 → やまや入間店、株式会社サンパック 本社・入間工場
- 狭山店 → ベスト電器狭山店、ゲオ狭山店（1階） → ヤマダ電機テックランド狭山富士見店、ゲオ狭山店（1階） → セカンドストリート狭山富士見店、ゲオ狭山店（1階） （加藤興産賃貸店舗）
- 入曽店（WonderGOO）×  → 閉店後解体、戸建分譲住宅
- 所沢東店 → 雑貨店 → 所沢社会保険事務所総合相談室
- 所沢北野店 → 株式会社マスダック本社・工場
- 新座野寺店（WonderGOO） → ゲオ新座片山店
- 清瀬店（旧ニチイ清瀬店内）× → サティ閉店・解体後、マンション
- ひばりが丘店 → ゲオひばりが丘店

- 北本店 → ベスト電器北本店（閉店） → ゲオ北本店、ゲオコミュニケーションズ北本店（ベスト電器閉店前から営業）
- 大宮指扇店 → 貸し倉庫
- 大宮店 → ドラッグストア[3]
- 与野店（マンション1階部分が店舗） → 2003年1月閉店。同年秋より古本市場与野店となる。
- 戸田店 → ドラッグストア

### 携帯電話専門店
- デジネット加須店（加須駅ビル・加須マイン内）
- デジネット小川店（小川ショッピングセンター2階東武ストア内）
- デジネット鶴瀬店（鶴瀬駅ビル・鶴瀬フェスト2階）

### 持込修理専門店
- マツモトデンキ修理センター「マツモトテック」（川越市） → 閉店・解体 → 2014年10月からGU川越店（美徳商事株式会社賃貸店舗）
- ミスターコンセント鶴瀬店 → 破綻後も経営は継続されたが、2015年に閉店。跡地には同年12月にベスト電器が開店した。
- ミスターコンセント狭山店 → マツモトデンキ狭山店の敷地内にあった。2004年9月30日をもって閉店[4]。その後建物は放置されていた。2017年にジャンクガレッジ狭山店が入居。

### その他店舗
- 上記以外にも、志木店や川越（新河岸）店も存在した。
- ゲオがスポンサーになった際、つるせ、深谷、狭山、ひばりが丘、北本の5店舗を電器店として残す方向だったが、その後、つるせ、ひばりが丘の2店が新たに業態転換し、残った3店舗はベスト電器とフランチャイズ契約を結ぶ。その後ベスト電器北本店は閉店した。さらにベスト電器自体もヤマダ電機傘下になったことにより、ベスト電器狭山店とベスト電器深谷店は2013年9月を以ってベスト電器としての営業を終了。新たにヤマダ電機の店舗に転換され、ヤマダ電機テックランド狭山富士見店、ヤマダ電機テックランド深谷店して再オープンした。これにより、マツモト電器からベスト電器へ転換した店舗はなくなった。なお、運営は引き続きベスト電器が行っている。

## 関連する会社
- 株式会社松本商会
  - 松本家の家業だった青果市場の流れにあり、現在は旧マツモトデンキつるせ本店隣にあるダイエー三芳店の建物などを所有する不動産会社。
  - マツモト電器株式会社の社長・松本昌慶の兄弟が経営。
- マツモト建設株式会社
  - 「朝日匠の会」にも加盟していた工務店。旧マツモトデンキつるせ本店駐車場の横に「光遊館」というモデルハウスがあった。
  - マークは株式会社松本商会と同一のもの、ロゴタイプはマツモトデンキと同一の書体だった。

上記2社とマツモト電器株式会社を含めた3社で、毎月1日にコミュニティー新聞「つるせ」を発行、新聞折り込みにて富士見市内に配布していた。毎年12月31日の新聞には必ず「紅白までに配達します」というコピーとNHK紅白歌合戦の出場歌手一覧を掲載したチラシが折り込まれ、年末の風物詩となっていた。
内容は、紙面下に出していた3社の広告スペースを除き、地域情報や季節の話題などに徹していた。マツモト電器株式会社の民事再生法の申請以降は、2社で何度か発行するも、後に休刊。

## CM
「でっかい電器はマツモト電器」のキャッチコピーでTBSラジオで頻繁にスポットCMを放送していた他、文化放送にて平日夕方の天気予報のスポンサーも担当していた。またテレビ埼玉『常盤6丁目情報局』の複数スポンサーの一社でもあった。